# Wal·lisita
La wal·lisita és un mineral de la classe dels sulfurs. Va ser anomenada en honor de la localitat on va ser descoberta, situada a Valais (Wallis).

## Característiques
La wal·lisita és un sulfur de fórmula química CuPbTlAs₂S₅. Cristal·litza en el sistema triclínic. Apareix en forma de petits cristalls de fins a 1 mm, però més sovint apareix de forma massiva. És isoestructural amb la hatchita.
Segons la classificació de Nickel-Strunz, la wal·lisita pertany a «02.GC - Poli-sulfarsenits» juntament amb els següents minerals: hatchita, sinnerita, watanabeïta, simonita, quadratita, manganoquadratita, smithita, trechmannita, aleksita, kochkarita, poubaïta, rucklidgeïta, babkinita, saddlebackita, tvalchrelidzeïta i mutnovskita.

## Formació i jaciments
La wal·lisita va ser descoberta a la pedrera Lengenbach, a Fäld (vall del Binn, Valais, Suïssa), creixent amb altres sulfosals de plom. Es tracta de l'únic indret on ha estat trobada aquesta espècie mineral.